# Glucane
Glucane sind Oligo- oder Polysaccharide, die nur aus D-Glucose-Molekülen aufgebaut und durch glycosidische Bindungen miteinander verknüpft sind. Analog dazu besteht die Stoffgruppe der Fructane aus Fructose-Monomeren und die Galactane aus Galactose-Monomeren.

## Typen
Eine Klassifizierung kann nach Art der glycosidischen Bindung erfolgen:

### Alpha-Glucane

Dextran mit alpha-glycosidischen Bindungen

Folgende Glucane besitzen eine α-glycosidische Bindung:
- Dextran, α-1,6-Glucan + Glc Verzweigung (α-1,4/1,2/1,3)
- Mutan, α-1,3-Glucan (mit 1,6-Bindungen und Verzweigungen)
- Glycogen, α-1,4- und α-1,6-Glucan (ähnlich zu Stärke, aber verzweigter)
- Pullulan, α-1,4- und α-1,6-Glucan
- Stärke, α-1,4-Glucan (Amylose) + Glc Verzweigungen in Position O6 (Amylopectin)
- Semi-Amylopektin (Floridea-Stärke), α-1,4- und α-1,6-Glucan[2]

### Beta-Glucane

Beispiel eines β-Glucans, des Curdlans; hervorgehoben sind die Beta-Glucanbindungen

Folgende Beta-Glucane besitzen eine β-glycosidische Bindung und sind teils in der Medizin von Bedeutung:
- Cellulose, β-1,4-Glucan
- Chitin, β-1,4-Glucan
- Curdlan, β-1,3-Glucan
- Laminarin, β-1,3- und β-1,6-Glucan
- Chrysolaminarin, β-1,3-Glucan
- Lentinan, ein aufgereinigtes β-1,6:β-1,3-Glucan, isoliert aus Lentinula edodes
- Lichenin, β-1,3- und β-1,4-Glucan
- Pleuran, β-1,3- und β-1,6-Glucan, isoliert aus Pleurotus ostreatus
- Zymosan, β-1,3-Glucan
- Schizophyllan, β-1,3- und β-1,6-Glucan[3]
- Scleroglucan, β-1,3- und β-1,6-Glucan[4]